# Борвин, князь Мекленбургский
Борвин Мекленбургский (полное имя — Георг Борвин Фридрих Франц Карл Штефан Конрад Хубертус Мария; нем. Georg Borwin Friedrich Franz Karl Stefan Konrad Hubertus Maria; род. 10 июня 1956, Фрайбург-им-Брайсгау) — немецкий аристократ и политик, глава Мекленбург-Стрелицкого (с 1996 года) и Мекленсбургского домов (с 2001 года).

## Биография
Родился 10 июня 1956 года в семье Георга Александра, герцога Мекленбургского и его жены эрцгерцогини Илоны Австрийской.
Борвин изучал виноградарство в Институте виноградарства Гейзенхайма, по окончании обучения служил в немецкой армии в звании офицера. Уволившись из армии, занимался бизнесом и политикой, возглавляя региональное отделение Христианско-демократического союза в деревне Хинтерцартен, подав в отставку в мае 2009 года.
После смерти отца 26 января 1996 года Борвин возглавил Мекленбург-Стрелицкий дом.
31 июля 2001 года после смерти Фридриха Франца, герцога Мекленбургского, у которого не было потомства, стал главой Мекленбургского дома.

## Семья
Женат на Алисе Марианне Вагнер (род. 2 августа 1959, Хинтерцартен), дочери доктора Юргена-Детлева Вагнера и жены Марианны Биль. Гражданская церемония состоялась браке 24 декабря 1985 года в Хинтерцартене, за которой последовала религиозная церемония 19 июля 1986 года, также в Хинтерцартене. У пары есть трое детей:
- Принцесса Хелена Ольга Феодора Доната Мария Катарина Терезия Мекленбургская (род. 13 октября 1988 года, Фрайбург-им-Брайсгау);
- Принц Георг Александр Михаэль Генрих Эрнст Франц Фердинанд Мария Мекленбургский (род. 17 июля 1991 года, Фрайбург-им-Брайсгау) — наследник Мекленбургского княжеского дома. Женат на Ханде Масит (род. 16 сентября 1992, Тарсус), единственной дочери Суфи Мачит и жены Джемиле Учар. Гражданская церемония состоялась  17 июня 2022 года, за которой последовала религиозная церемония в Нойштрелице 17 сентября 2022 года;
- Принц Карл Михаэль Борвин Георг Фридрих Франц Хубертус Мария Мекленбургский (род. 30 января 1994 года, Фрайбург-им-Брайсгау).